# Guerra birmano-siamese (1662-1664)
La guerra birmano-siamese del 1662–64 fu un conflitto militare combattuto tra la Dinastia di Toungoo della Birmania e il Regno di Ayutthaya.

## Premesse
Nel 1660, truppe cinesi della dinastia Qing penetrarono nel nord della Birmania per neutralizzare Yongli, l'ultimo imperatore della agonizzante dinastia Ming del Sud, che si era rifugiato tra i birmani dopo essere stato espulso dalla sua ultima roccaforte in Yunnan. Il governatore di Chiang Mai, temendo l'arrivo dei cinesi e non potendo contare sull'aiuto dei birmani in difficoltà, chiese aiuto al re siamese Narai e questi inviò un esercito alla fine del 1660. Nel frattempo giunse la notizia del ritiro cinese e il governatore di Chiang Mai ordinò di combattere contro i siamesi, i quali si ritirarono all'inizio del 1661 dopo aver occupato Lampang.

## Svolgimento

### Prima battaglia tra birmani e siamesi
Alla fine del 1661 Narai inviò a nord un esercito ben più numeroso che fu in grado di occupare Chiang Mai e Lampang e di depredarle di inestimabili tesori. Dopo qualche tempo giunsero i birmani che costrinsero al ritiro i siamesi, ripresero il controllo dei territori tai yuan, shan e tai lü e imposero il governatorato di Lanna da parte di principi birmani nonché tasse particolarmente gravose. In marzo l'esercito siamese invase il sud della Birmania occupando Martaban e una parte della costa del Tenasserim ma i birmani furono in grado di espellere i siamesi dal sud. Li inseguirono quindi fino alla zona di Kanchanaburi, dove furono respinti dalle truppe di Narai.

### Nuova invasione siamese
Nel 1663 i siamesi rinnovarono l'attacco nei territori Lanna a nord prendendo di sorpresa i birmani e entrando in Chiang Mai il 10 febbraio 1663. I birmani reagirono tentando di riprendersi i territori perduti ma Narai riuscì a respingere l'offensiva. In novembre un esercito di 60 000 thai intraprese una campagna di invasione della Birmania meridionale prendendo Martaban, Syriam, Rangoon e Hanthawaddy, l'odierna Pegu. Fu quindi cinta d'assedio Pagan. La resistenza birmana si organizzò e si registrarono violenti scontri fino a quando, nel maggio del 1664, Narai interruppe la campagna e le truppe rientrarono in patria dopo aver sofferto ingenti perdite nell'assedio di Pagan.
Secondo fonti birmane, la guarnigione siamese di stanza a Chiang Mai venne a trovarsi isolata e i suoi uomini caddero spesso vittime di imboscate quando si allontanavano dalla città. Nel novembre del 1664, le truppe di occupazione siamesi abbandonarono il nord e tornarono ad Ayutthaya.

## Conseguenze
Fu l'ultimo conflitto tra i due regni prima delle grandi invasioni birmane che caratterizzarono gli anni sessanta del XVIII secolo e che portarono alla caduta di Ayutthaya. Vi furono invece scontri di minore importanza nei periodi 1675–1676 e 1700–1701.